# ナールデン
ナールデン （オランダ語: Naarden [ˈnaːrdə(n)] ( 音声ファイル)）は、オランダの北ホラント州にある基礎自治体 (ヘメーンテ)。
アムステルダムの東南東約20kmの位置にあり、本土とフレヴォランド干拓地との間のホーイ海に面している。また、ヒルフェルスムを中心とするホーイ地域の一部である。自治体の中心は、稜堡と堀が完全な形で復元・維持されている星型要塞であり、要塞都市リストにも掲載されている。

## 歴史
1522年にホーイ地域で最初に都市権を得たこの街は、繊維産業を主産業とする要塞都市として栄えたが、18世紀にはヒルフェルスムに追い越され、現在では隣町のブッスムよりも小さな町となっている。
1940年5月10日未明、ナチス・ドイツはオランダに侵入を開始。ナールデンには侵攻初日から多数の空挺兵が降下して交戦状態となった。

## 地区
ナールデン基礎自治体には、次の地区がある。
- Naarden
- Naarderbos

## 経済
ホーイメーア南部工業地区の産業および、城塞の観光が主要な産業である。地区の北部には、ゴルフ場やヨットハーバーも存在している。

## 観光
- オランダ要塞博物館（Nederlands Vestingmuseum）

17世紀に築造された要塞の稜堡の一部が博物館として公開されている。また、旧洪水線・新洪水線についての展示説明も行われている
- 聖ヴィトゥス教会 Sint Vituskerk

14～15世紀に建てられたゴシック様式の教会

## 交通
鉄道
隣町のブッスムにあるナールデン・ブッスム駅が最寄駅である。城塞からは2kmほど離れている
バス
ヴェースプ駅とナールデン・ブッスム駅の間を結んでいるConnexxionバス110系統のNaarden, Burg Wesselingplein停留所等で下車。（運行間隔30分に1本）
道路
要塞を迂回するように、自治体の北部地区を高速道路A1が通っている